# Strada statale 26 della Valle d'Aosta
La strada statale 26 della Valle d'Aosta (SS 26) (in francese, route nationale 26 de la Vallée d'Aoste o RN 26) è un'importante strada statale italiana.

## Percorso

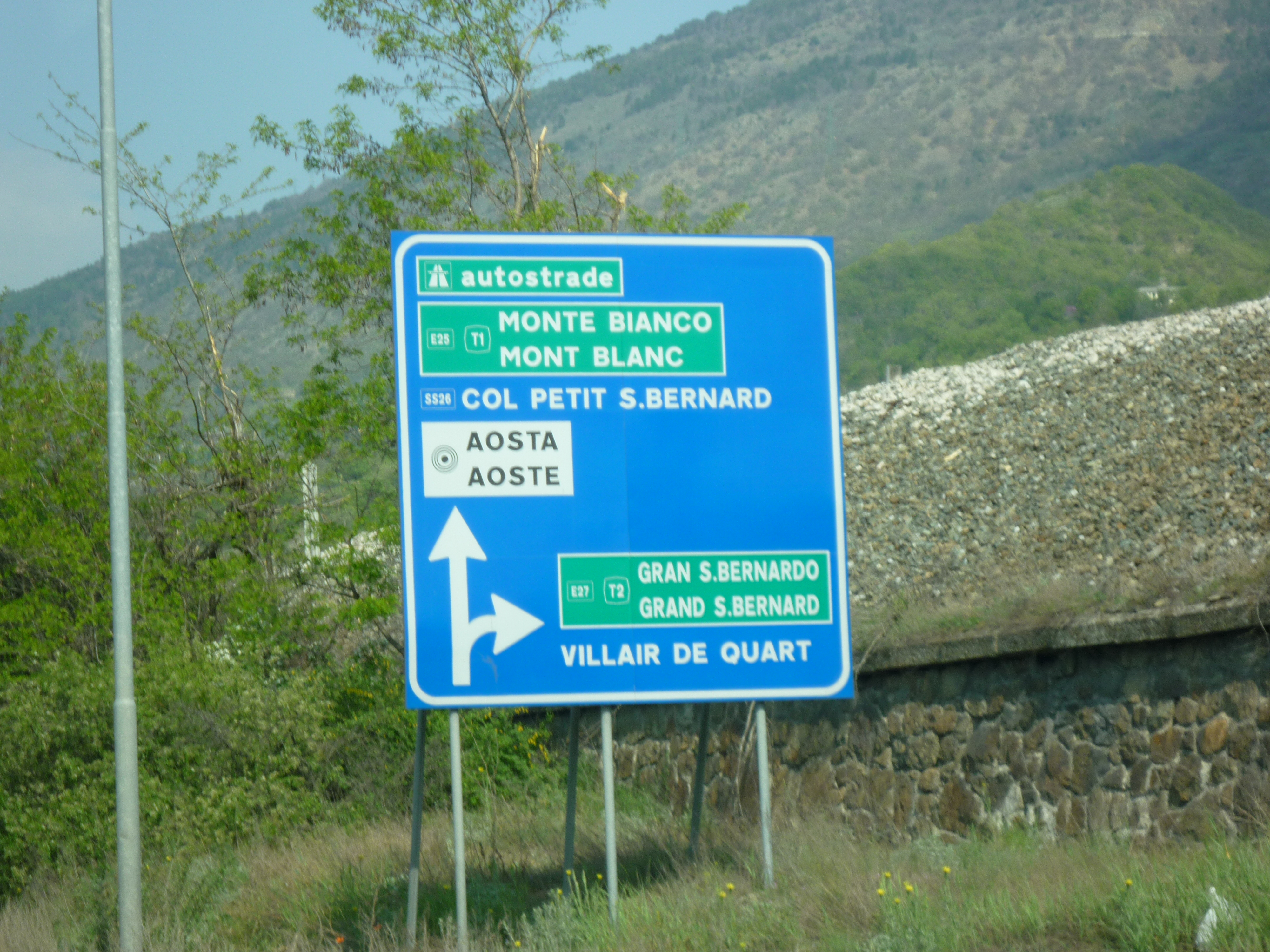
Vicino al bivio per il Villair, l'autostrada A5 e la SS 27, a Teppe (Quart)

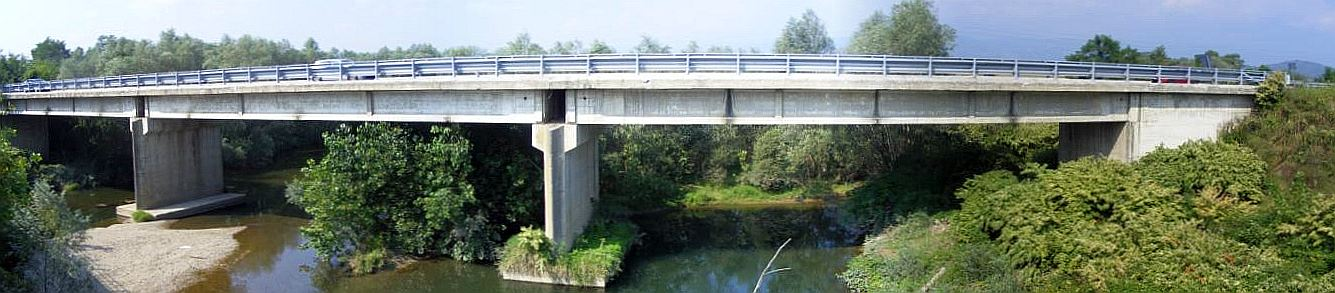
Il ponte sul Chiusella

La strada inizia a Chivasso, dalla strada statale 11 Padana Superiore, e si dirige verso nord su un tracciato pianeggiante e rettilineo; tocca i comuni di Caluso, Candia Canavese, Mercenasco, Strambino e Romano Canavese, dove scavalca il torrente Chiusella; intersecata l'autostrada A4/A5 arriva ad Ivrea. 
Da qui fino a Villeneuve la strada corre sulla riva sinistra del fiume Dora Baltea e parallela all'autostrada A5, attraversando Montalto Dora, Borgofranco d'Ivrea, Settimo Vittone e giunge dopo pochi km in Valle d'Aosta; il passaggio dal Piemonte alla regione valdostana avviene alla progressiva chilometrica 48,205, nel comune di Carema. 
Il primo comune valdostano è Pont-Saint-Martin; proseguendo verso nord, la strada ha pendenza modesta, in quanto si trova nella valle centrale tra le montagne. Passati i comuni di Donnas, la chiusa di Bard, Hône, Arnad, Verrès e Montjovet, inizia la breve salita della Mongiovetta (o Montjovette in francese), che porta a Saint-Vincent e poi a Châtillon. Attraversando poi Chambave, Champagne (Verrayes) e Nus, arriva alle porte di Aosta, dove si allarga a due corsie per senso di marcia nei comuni di Quart e Saint-Christophe.
Superato il capoluogo valdostano tramite una circonvallazione, ora divenuta a tutti gli effetti strada cittadina (prendendo i nomi di corso Ivrea, via Roma e via Parigi), con numerose rotonde, e dopo il bivio che dà origine alla strada statale 27 del Gran San Bernardo, la SS26 prosegue verso ovest e attraversa Sarre, Saint-Pierre, Villeneuve, Arvier, Léverogne (frazione di Arvier), passa vicino a Derby (frazione di La Salle), attraversa Le Pont (frazione di La Salle), Morgex, fino ad arrivare a Pré-Saint-Didier, dove ci si può immettere sulla strada statale 26dir della Valle d'Aosta. Su un tracciato tipicamente montano si prosegue oltre e, attraversando La Thuile, si arriva dopo pochi km al Confine di Stato con la Francia al Colle del Piccolo San Bernardo. In territorio francese, la strada prosegue sulla strada D1090, che la connette alla route nationale 90 (RN90).

## Tabella percorso della Strada Statale 26 della Valle d'Aosta
| Strada Statale 26 della Valle d'Aosta |                                                                         |       |       |               |               |
| Tipo                                  | Indicazione                                                             | ↓km↓  | ↑km↑  | Provincia     | Regione       |
|                                       | Chivasso                                                                | 0,0   | 156,3 | Torino        | Piemonte      |
|                                       | Chivasso Centro                                                         | 2,1   | 154,2 | Torino        | Piemonte      |
|                                       | Caluso                                                                  | 6,1   | 150,2 | Torino        | Piemonte      |
|                                       | SP53 di San Giorgio Canavese                                            | 13,8  | 142,5 | Torino        | Piemonte      |
|                                       | Candia Canavese                                                         | 14,9  | 141,4 | Torino        | Piemonte      |
|                                       | Mercenasco                                                              | 18,0  | 138,3 | Torino        | Piemonte      |
|                                       | Strambino                                                               | 21,8  | 134,5 | Torino        | Piemonte      |
|                                       | SP56 di Strambino                                                       | 22,6  | 133,7 | Torino        | Piemonte      |
|                                       | Romano Canavese                                                         | 25,9  | 130,4 | Torino        | Piemonte      |
|                                       | SP82 di Montalenghe                                                     | 26,2  | 130,3 | Torino        | Piemonte      |
|                                       | Ivrea                                                                   | 27,4  | 128,9 | Torino        | Piemonte      |
|                                       | SS228 del Lago di Viverone                                              | 32,2  | 124,1 | Torino        | Piemonte      |
|                                       | SP75 dei laghi Morenici                                                 | 34,4  | 121,9 | Torino        | Piemonte      |
|                                       | Montalto Dora                                                           | 35,7  | 120,6 | Torino        | Piemonte      |
|                                       | Borgofranco d'Ivrea                                                     | 37,7  | 118,6 | Torino        | Piemonte      |
|                                       | SP73 della Serra                                                        | 38,7  | 117,6 | Torino        | Piemonte      |
|                                       | Settimo Vittone                                                         | 40,5  | 115,8 | Torino        | Piemonte      |
|                                       | Quincinetto - SP69 di Quincinetto                                       | 45,5  | 110,8 | Torino        | Piemonte      |
|                                       | Carema                                                                  | 45,6  | 110,7 | Torino        | Piemonte      |
|                                       | Piemonte                                                                | 48,2  | 108,1 | Torino        | Piemonte      |
|                                       | Valle d'Aosta                                                           | 48,2  | 108,1 | Valle d'Aosta | Valle d'Aosta |
|                                       | Pont-Saint-Martin                                                       | 48,2  | 108,1 | Valle d'Aosta | Valle d'Aosta |
|                                       | SR44 Pont-Saint-Martin - Tache                                          | 49,1  | 107,2 | Valle d'Aosta | Valle d'Aosta |
|                                       | Pont-Saint-Martin                                                       | 49,9  | 106,4 | Valle d'Aosta | Valle d'Aosta |
|                                       | SR44 Pont-Saint-Martin - Tache                                          | 50,4  | 105,9 | Valle d'Aosta | Valle d'Aosta |
|                                       | Donnas                                                                  | 50,5  | 105,8 | Valle d'Aosta | Valle d'Aosta |
|                                       | Bard                                                                    | 53,6  | 152,7 | Valle d'Aosta | Valle d'Aosta |
|                                       | Arnad                                                                   | 56,5  | 99,8  | Valle d'Aosta | Valle d'Aosta |
|                                       | Verrès                                                                  | 60,9  | 95,4  | Valle d'Aosta | Valle d'Aosta |
|                                       | Verrès - ex SS506 (SR45) Brusson - Verrès                               | 63,5  | 92,8  | Valle d'Aosta | Valle d'Aosta |
|                                       | Montjovet                                                               | 66,1  | 90,2  | Valle d'Aosta | Valle d'Aosta |
|                                       | Saint-Vincent                                                           | 72,2  | 84,1  | Valle d'Aosta | Valle d'Aosta |
|                                       | Châtillon                                                               | 75,4  | 80,9  | Valle d'Aosta | Valle d'Aosta |
|                                       | Châtillon - Saint-Vincent (Località Soleil)                             | 75,5  | 80,8  | Valle d'Aosta | Valle d'Aosta |
|                                       | Galleria Tour de Grange                                                 | 77,5  | 78,8  | Valle d'Aosta | Valle d'Aosta |
| 77,8                                  | Galleria Tour de Grange                                                 | 78,5  |       | Valle d'Aosta | Valle d'Aosta |
|                                       | Galleria Chameran                                                       | 78,0  | 78,3  | Valle d'Aosta | Valle d'Aosta |
| 78,2                                  | Galleria Chameran                                                       | 78,1  |       | Valle d'Aosta | Valle d'Aosta |
|                                       | ex SS406 (SR46) Châtillon - Breuil-Cervinia                             | 78,3  | 78,0  | Valle d'Aosta | Valle d'Aosta |
|                                       | Galleria Breil                                                          | 78,5  | 77,8  | Valle d'Aosta | Valle d'Aosta |
| 78,7                                  | Galleria Breil                                                          | 77,6  |       | Valle d'Aosta | Valle d'Aosta |
|                                       | Saint-Denis                                                             | 80,0  | 76,4  | Valle d'Aosta | Valle d'Aosta |
|                                       | Chambave                                                                | 81,3  | 75,1  | Valle d'Aosta | Valle d'Aosta |
|                                       | Verrayes                                                                | 84,9  | 71,4  | Valle d'Aosta | Valle d'Aosta |
|                                       | Nus                                                                     | 86,3  | 70,0  | Valle d'Aosta | Valle d'Aosta |
|                                       | Nus - SR13 Strada Regionale di Fénis                                    | 89,0  | 67,3  | Valle d'Aosta | Valle d'Aosta |
|                                       | Quart                                                                   | 92,8  | 63,5  | Valle d'Aosta | Valle d'Aosta |
|                                       | Traforo T2 del Gran San Bernardo - SS27 del Gran San Bernardo           | 96,0  | 60,3  | Valle d'Aosta | Valle d'Aosta |
|                                       | Aosta/Aoste - Traforo T1 del Monte Bianco                               | 96,2  | 60,1  | Valle d'Aosta | Valle d'Aosta |
|                                       | Saint-Christophe                                                        | 97,7  | 58,6  | Valle d'Aosta | Valle d'Aosta |
|                                       | Aosta/Aoste                                                             | 99,4  | 56,9  | Valle d'Aosta | Valle d'Aosta |
|                                       | Sarre                                                                   | 104,1 | 52,2  | Valle d'Aosta | Valle d'Aosta |
|                                       | Aosta ovest - Traforo T1 del Monte Bianco - SR47 Sarre - Cogne - Lillaz | 107,5 | 48,8  | Valle d'Aosta | Valle d'Aosta |
|                                       | Saint-Pierre                                                            | 108,5 | 47,8  | Valle d'Aosta | Valle d'Aosta |
|                                       | SP22 della Valle d'Aosta Saint-Pierre - Saint-Nicolas                   | 110,1 | 46,2  | Valle d'Aosta | Valle d'Aosta |
|                                       | Villeneuve                                                              | 111,1 | 45,2  | Valle d'Aosta | Valle d'Aosta |
|                                       | SR23 della Valsavarenche                                                | 113,2 | 43,1  | Valle d'Aosta | Valle d'Aosta |
|                                       | Introd                                                                  | 113,6 | 43,7  | Valle d'Aosta | Valle d'Aosta |
|                                       | Arvier                                                                  | 114,2 | 42,1  | Valle d'Aosta | Valle d'Aosta |
|                                       | Galleria Champrotard                                                    | 114,9 | 41,4  | Valle d'Aosta | Valle d'Aosta |
| 115,1                                 | Galleria Champrotard                                                    | 41,2  |       | Valle d'Aosta | Valle d'Aosta |
|                                       | SP25 Arvier - Rochefort - La Ravoire - Planaval - Bonne - Surier        | 116,4 | 39,9  | Valle d'Aosta | Valle d'Aosta |
|                                       | Galleria Leverogne                                                      | 117,3 | 39,0  | Valle d'Aosta | Valle d'Aosta |
| 117,6                                 | Galleria Leverogne                                                      | 38,7  |       | Valle d'Aosta | Valle d'Aosta |
|                                       | Avise                                                                   | 117,9 | 38,4  | Valle d'Aosta | Valle d'Aosta |
|                                       | Galleria Avise                                                          | 118,7 | 37,6  | Valle d'Aosta | Valle d'Aosta |
| 118,8                                 | Galleria Avise                                                          | 37,5  |       | Valle d'Aosta | Valle d'Aosta |
|                                       | SP26 Arvier - Cerellaz - Saint-Nicolas                                  | 118,9 | 37,4  | Valle d'Aosta | Valle d'Aosta |
|                                       | Galleria Runaz                                                          | 120,0 | 36,3  | Valle d'Aosta | Valle d'Aosta |
| 120,4                                 | Galleria Runaz                                                          | 35,9  |       | Valle d'Aosta | Valle d'Aosta |
|                                       | La Salle                                                                | 120,7 | 35,6  | Valle d'Aosta | Valle d'Aosta |
|                                       | Morgex                                                                  | 127,3 | 29,0  | Valle d'Aosta | Valle d'Aosta |
|                                       | Morgex                                                                  | 127,9 | 28,4  | Valle d'Aosta | Valle d'Aosta |
|                                       | Pré-Saint-Didier                                                        | 132,6 | 23,7  | Valle d'Aosta | Valle d'Aosta |
|                                       | SS26 dir della Valle d'Aosta                                            | 133,3 | 23,0  | Valle d'Aosta | Valle d'Aosta |
|                                       | Galleria Pré-Saint-Didier                                               | 136,6 | 19,7  | Valle d'Aosta | Valle d'Aosta |
| 136,8                                 | Galleria Pré-Saint-Didier                                               | 19,5  |       | Valle d'Aosta | Valle d'Aosta |
|                                       | Galleria Parco Avventura                                                | 137,2 | 19,1  | Valle d'Aosta | Valle d'Aosta |
| 137,3                                 | Galleria Parco Avventura                                                | 19,0  |       | Valle d'Aosta | Valle d'Aosta |
|                                       | Galleria Piano del Bosco                                                | 137,4 | 18,9  | Valle d'Aosta | Valle d'Aosta |
| 137,3                                 | Galleria Piano del Bosco                                                | 18,6  |       | Valle d'Aosta | Valle d'Aosta |
|                                       | Galleria Élevaz I                                                       | 138,0 | 18,3  | Valle d'Aosta | Valle d'Aosta |
| 138,4                                 | Galleria Élevaz I                                                       | 17,9  |       | Valle d'Aosta | Valle d'Aosta |
|                                       | Galleria Élevaz I                                                       | 142,3 | 14,0  | Valle d'Aosta | Valle d'Aosta |
| 142,9                                 | Galleria Élevaz I                                                       | 13,6  |       | Valle d'Aosta | Valle d'Aosta |
|                                       | La Thuile                                                               | 142,9 | 13,6  | Valle d'Aosta | Valle d'Aosta |
|                                       | Confine di Stato: Italia - Francia                                      | 156,3 | 0,0   | Valle d'Aosta | Italia        |
| Savoia                                | Confine di Stato: Italia - Francia                                      | 156,3 | 0,0   | Francia       |               |

## Strada statale 26 dir della Valle d'Aosta

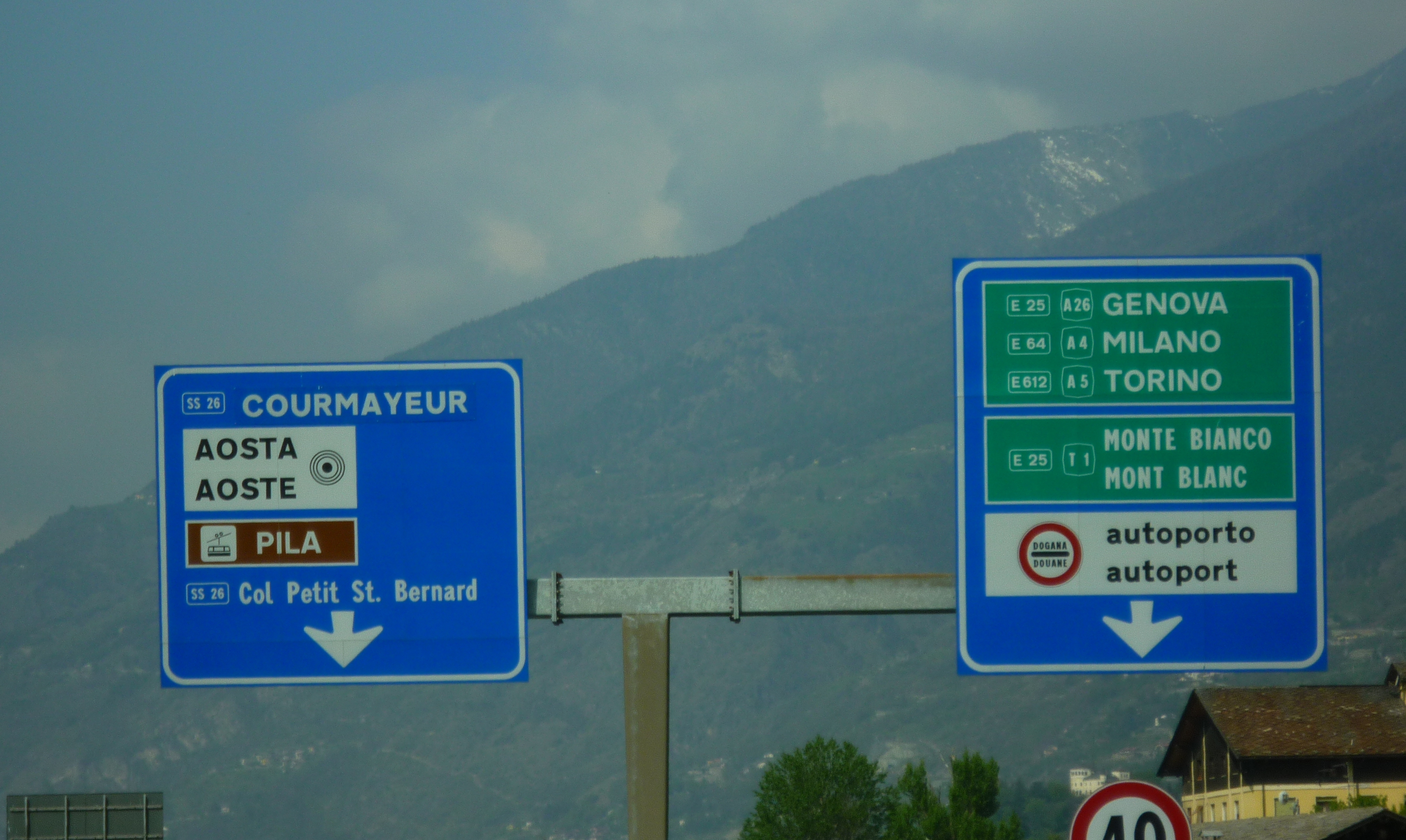
Al Villair de Quart, presso il bivio per l'autostrada A5 e la SS 27

La strada statale 26 dir della Valle d'Aosta (SS 26 dir) (in francese, route nationale 26 dir de la Vallée d'Aoste o RN 26 dir), è una strada statale italiana. Funge da collegamento tra la strada statale 26 della Valle d'Aosta, nel comune di Pré-Saint-Didier, e il traforo del Monte Bianco. Nel suo breve tracciato raggiunge Courmayeur, dopo cui, percorsi pochi chilometri, si arriva in Francia tramite il traforo del Monte Bianco.

## Tabella percorso della Strada Statale 26dir della Valle d'Aosta
| Strada Statale 26dir della Valle d'Aosta |                             |      |      |               |               |
| Tipo                                     | Indicazione                 | ↓km↓ | ↑km↑ | Provincia     | Regione       |
|                                          | SS26 della Valle d'Aosta    | 0,0  | 10,4 | Valle d'Aosta | Valle d'Aosta |
|                                          | Pré-Saint-Didier            | 0,0  | 10,4 | Valle d'Aosta | Valle d'Aosta |
|                                          | Galleria Palleusieux        | 1,4  | 9,0  | Valle d'Aosta | Valle d'Aosta |
| 1,6                                      | Galleria Palleusieux        | 8,8  |      | Valle d'Aosta | Valle d'Aosta |
|                                          | Pré-Saint-Didier            | 3,3  | 7,1  | Valle d'Aosta | Valle d'Aosta |
|                                          | Courmayeur                  | 4,4  | 6,0  | Valle d'Aosta | Valle d'Aosta |
|                                          | Traforo T1 del Monte Bianco | 8,4  | 2,0  | Valle d'Aosta | Valle d'Aosta |
|                                          | Traforo T1 del Monte Bianco | 8,9  | 1,5  | Valle d'Aosta | Valle d'Aosta |
| 10,4                                     | Traforo T1 del Monte Bianco | 0,0  |      | Valle d'Aosta | Valle d'Aosta |